# Qibya
Qibya, by på Västbanken. Byn är framförallt känd för massakern som ägde rum där 1953.

## Massakern
Den 14 oktober 1953 anfölls Qibya av den israeliska kommandostyrkan Enhet 101, som stod under befäl av den 25-årige majoren Ariel Sharon. Enhet 101 sprängde 45 hus i Qibya och dödade 69 palestinier, de flesta kvinnor och barn. 

## Internationella reaktioner
En resolution i FN:s säkerhetsråd fördömde 24 november 1953 Israels massaker.
Det amerikanska utrikesdepartementet publicerade 18 oktober 1953 en rapport som fördömde massakern i Qibya, och krävde att de ansvariga ställdes inför rätta. Vidare stoppades amerikanskt bistånd under en period till Israel. 

## Israels reaktion
Ursprungligen hävdade Ben-Gurion, Israels dåvarande statsminister, att inga israeliska soldater deltagit i attacken och att sådana påsteenden var absurda (Officiella Uttalanden från Israels Statsminister, ISA FM 2435/5). 
Överväldigande bevisning gjorde att Israel snart ändrade sig. Man hänvisade i stället till att en israelisk kvinna och hennes två barn dödats av jordanska fundamentalister i den israeliska staden Yahud två dagar före massakern, den 12 oktober 1953. Innan de dödades sades de ha utsatts för brutala våldtäkter. Detta sades vidare skapa behovet av en avskräckande attack som en gång för alla stoppade infiltrationer från Västbanken. Det finns dock ingenting som tyder på att de dödade bönderna och deras barn i byn Qibya hade någon särskild anknytning till antiisraelisk attacker.